# Gekraagde nachtzwaluw
De gekraagde nachtzwaluw (Gactornis enarratus synoniem: Caprimulgus enarratus) is een vogel uit de familie van de nachtzwaluwen (Caprimulgidae).

## Status
De grootte van de populatie is niet gekwantificeerd, wel is bekend dat de gekraagde nachtzwaluw zeldzaam is en in aantal achteruit gaat. Echter, het tempo van achteruitgang ligt onder de 30% in tien jaar (minder dan 3,5% per jaar). Om deze redenen staat deze nachtzwaluw als niet bedreigd op de Rode Lijst van de IUCN.

## Verspreiding
Deze soort is een endemische vogel van Madagaskar.